# Colours (album Eloy)
Colours – ósmy album studyjny niemieckiej grupy rockowej Eloy, wydany w 1980 roku nakładem Harvest Records.

## Lista utworów
Opracowano na podstawie materiału źródłowego.
Wydanie LP:
Strona A
| Nr | Tytuł utworu    | Muzyka | Długość |
| -- | --------------- | ------ | ------- |
| 1. | „Horizons”      | Eloy   | 3:20    |
| 2. | „Illuminations” | Eloy   | 6:19    |
| 3. | „Giant”         | Eloy   | 6:05    |
| 4. | „Impressions”   | Eloy   | 3:06    |
|    |                 |        | 18:50   |

Strona B
| Nr | Tytuł utworu      | Muzyka | Długość |
| -- | ----------------- | ------ | ------- |
| 1. | „Child Migration” | Eloy   | 7:23    |
| 2. | „Gallery”         | Eloy   | 3:08    |
| 3. | „Silhouette”      | Eloy   | 6:57    |
| 4. | „Sunset”          | Eloy   | 3:15    |
|    |                   |        | 20:43   |

- słowa napisali Jim McGillivray (A1-A2, B1-B4) oraz Sonja Brown (A3-A4)

## Twórcy
Opracowano na podstawie materiału źródłowego.
Muzycy:
- Hannes Arkona – gitara
- Frank Bornemann – gitara, śpiew
- Hannes Folberth – keyboardy
- Klaus-Peter Matziol – gitara basowa, śpiew
- Jim McGillivray – perkusja, instrumenty perkusyjne

Dodatkowi muzycy:
- Edna, Sabine – śpiew (A1)

Produkcja:
- Frank Bornemann, Eloy – produkcja muzyczna
- Jan Nemec - inżynieria dźwięku